# Ty Hardin
Ty Hardin (* 1. Januar 1930 in New York City; † 3. August 2017 in Huntington Beach, Kalifornien; gebürtig Orton Whipple Hungerford II) war ein US-amerikanischer Schauspieler, der von den späten 1950er bis in die frühen 1970er Jahre vor allem mit Fernsehserien wie Bronco und S.O.S. – Charterboot, aber auch durch seine Mitwirkung an einigen Italowestern und durch seine Eheschließung mit der vormaligen deutschen Miss Universe, Marlene Schmidt, größeres Interesse erregte.

## Biografie

### Frühes Leben
Die Mutter des gebürtigen New Yorkers ließ sich scheiden, als er fünf Jahre alt war, und nahm ihn mit nach Texas, wo er den Spitznamen „Ty“ erhielt, weil er angeblich so wild wie ein Taifun gewesen sein soll. Anfang der 1950er Jahre trat er in die US-Luftwaffe ein, wurde Pilot, nahm am Koreakrieg teil und war auch kurzzeitig in Deutschland stationiert. Als guter Sportler erhielt er nach seinem Abschied von der Air Force ein Sportstipendium und spielte an der Texas A&M University auch unter dem legendären Football-Trainer Bear Bryant. Nach seinem Studium arbeitete er als Ingenieur bei Douglas Aircraft Company in Santa Monica, Kalifornien.

### Schauspielkarriere
In seiner Freizeit beteiligte er sich bei Laienschauspielgruppen. Ab 1958 wirkte der 1,88 Meter große Beau in kleineren Rollen bei unbedeutenden Filmproduktionen mit. Seine Rollen absolvierte er unter dem Namen Ty Hungerford, sein Name wurde jedoch meistens nicht im Vor- oder Nachspann der Filme genannt.
Zu seiner ersten größeren Rolle kam er, als Clint Walker, der Darsteller der Titelfigur Cheyenne Bodie der hochpopulären Fernsehwesternserie Cheyenne, eine höhere Gage verlangte, was Warner Bros. aber ablehnte. Da Walker zunächst nicht für weitere Folgen unterschrieb, vertrat sozusagen Hardin ihn als Bronco Layne in den folgenden Episoden der Serie. Walker unterschrieb, unter Druck geraten, daraufhin einen neuen Vertrag. Die Rolle des Bronco Layne war aber inzwischen beim Publikum so populär geworden, dass für sie eine eigene Serie mit dem Titel Bronco geschaffen wurde. In der Folge wechselten sich beide Serien am Dienstagabend im Wochenrhythmus ab. Ty Hungerford erhielt von seinem Agent Henry Willson, der bereits Rock Hudson entdeckt hatte, den Künstlernamen Hardin in Anlehnung an den realen Revolverhelden John Wesley Hardin.
Im April 1962, nach 68 Episoden, wurde die Serie eingestellt. Ty Hardin wandte sich wieder Spielfilmen zu. Die Teilnahme an erstklassigen Produktionen gelang ihm jedoch nicht. Ausnahme war lediglich seine Teilnahme in dem gut besetzten Film Die letzte Schlacht, wo er an der Seite von Henry Fonda, Telly Savalas und Charles Bronson zu sehen war. Er spielte darin den Bösewicht Leutnant Schumacher, der die Alliierten mit Sabotagemethoden zu unterminieren suchte. 1968 spielte Hardin die Hauptrolle des Moss Andrews in der Fernsehserie S.O.S. – Charterboot, deren 26 Folgen in Australien gedreht wurden und die auch in Deutschland sehr populär wurde. Ab den 1970er-Jahren ließen die Schauspielangebote für Hardin deutlich nach. Zuletzt stand er 2011 für die Komödie Head Over Spurs in Love vor der Kamera.

### Politik
In den 1970er Jahren profilierte er sich kurzfristig als evangelistischer Heilsprediger und wurde dann Anführer der Arizona Patriots, einer waffenstarrenden antisemitischen Organisation. Als Hardin Mitte des Jahrzehnts Schwierigkeiten mit den Steuerbehörden bekam, begründete er das Common Law Institute, das unter anderem ein „Patriotenhandbuch“ publizierte. 1986 unterzog das FBI die Organisation einer Razzia und beschlagnahmte eine nennenswerte Waffensammlung sowie diverse Publikationen der Aryan Nations, die ebenfalls antisemitische und rassistische Positionen vertreten. Daraufhin verließ Hardin Arizona und wechselte zwischenzeitlich in den Bundesstaat Washington.

### Privates
Während der Dreharbeiten zu S.O.S. – Charterboot entschied er sich, mit seiner vierten Frau „Fay“ in Sydney zu bleiben. Im Vorort Brookvale eröffnete er einen Motorradladen. Danach verbrachte er mehrere Jahre in Europa, ehe er in die USA zurückkehrte.
Hardin ging insgesamt acht Ehen ein, zuletzt im August 2007, und wurde zehn Mal Vater. Von 1962 bis 1966 war er in dritter Ehe mit Marlene Schmidt, die 1961 auch Miss Universe geworden war, verheiratet; mit ihr hatte er eine Tochter. In der Öffentlichkeit bewegte sich auch Hardins siebte Frau von 1978 bis 2007, Judy McNeill. In den 1960er Jahren war sie Fotomodell für Maybelline-Kosmetikprodukte. Später war sie auch Modell für Badeanzüge der Kreationen von Oleg Cassini. Mit ihr hat Hardin neben drei gemeinsamen Kindern auch drei Stief- und sieben Enkelkinder.
Nach seiner letzten Eheschließung lebte er in Huntington Beach in Kalifornien, wo er Golf spielte und an seinen Memoiren schrieb.
Ehen
1. Nancy (1952 – ?) 2 Kinder
2. Andra Martin (30. August 1958 – ?) 2 Kinder
3. Marlene Schmidt (1962 – 1966) 1 Kind
4. Francine Nebel (1966 – ?) 1 Kind
5. Jenny Atkins (1971 – ?)
6. Lyndell (1974 – ?) 1 Kind
7. Judy McNeill (26. Februar 1978 – 3. August 2007) 3 Kinder
8. Caroline (seit 21. August 2007)

## Filmografie (Auswahl)
- 1958: I Married a Monster from Outer Space
- 1958–1962: Bronco (US-amerikanische Westernserie, ein Ableger der Serie Cheyenne)
- 1959: Der letzte Zug von Gun Hill (Last train from Gun Hill)
- 1961: Durchbruch auf Befehl (Merrill's Marauders)
- 1962: Der Chapman-Report (The Chapman Report)
- 1963: Im Paradies ist der Teufel los (Palm Springs Weekend)
- 1963: Patrouillenboot PT 109 (PT 109)
- 1963: Zwei Frauen um Joe (Wall of Noise)
- 1964: Der Rancher vom Colorado-River (L'uomo della valle maledetta)
- 1965: Die letzte Schlacht (Battle of the Bulge)
- 1966: Die Verfluchten der Pampas (Pampa salvaje)
- 1967: Ein Tag zum Kämpfen (Custer of the West)
- 1967: Zirkus des Todes (Berserk)
- 1967: Sie nannten ihn King (King of Africa)
- 1967: Fluchtpunkt Akropolis (Bersaglio mobile)
- 1968–1969: S.O.S. – Charterboot (Riptide) (Fernsehserie)
- 1970: Johnny Hilling, Boor und Billy – die Verfolgten (On the Trail of Johnny Hilling, Boor and Billy) (Fernsehserie)
- 1970: Man nennt ihn Sacramento (Sei jellato amico, hai incontrato Sacramento)
- 1970: Signal auf Grün (Rekvijem)
- 1971: Django – Der Tag der Abrechnung (Quel maledetto giorno della resa dei conti)
- 1971: The Last Rebel
- 1971: Weihwasser Joe (Aquasanta Joe)
- 1971: Zeig mir das Spielzeug des Todes (Il giorno del giudizio)
- 1972: Man nennt ihn Sacramento (Sei jellato amico… hai incontrato Sacramento)
- 1972: Avanti, Avanti! (Avanti!)
- 1973–1974: Arpad, der Zigeuner (Arpad le tzigane) (Fernsehserie)
- 1977: Horizont in Flammen (Fire!; Fernsehfilm)
- 1981: Love Boat (Fernsehserie, 1 Folge)
- 1988: Born Killer (Born Killer)
- 1988: Red River (Red River)
- 1997: Zwei Engel mit vier Fäusten (Noi siamo angeli; Fernsehserie, 2 Folgen)
- 2011: Head Over Spurs in Love